# Сольба (река)
Со́льба — река в России, протекает в Переславском районе Ярославской области. Устье реки находится в 29 км по левому берегу реки Сабля от её устья, на границе с Тверской областью. Длина реки составляет 50 км, площадь водосборного бассейна — 294 км². Крупнейшие притоки: Егобыжа (правый, 33 км от устья), Леоновская (правый, 39 км).
Сельские населённые пункты у реки: Половецкое, Андреевское, Вороново, Сольба (Николо-Сольбинский монастырь), Степанцево, Старово, Загорье (крупнейший), Долгово, Михеево, Жданово.

## Данные водного реестра
По данным государственного водного реестра России относится к Верхневолжскому бассейновому округу, водохозяйственный участок реки — Волга от Иваньковского гидроузла до Угличского гидроузла (Угличское водохранилище), речной подбассейн реки — бассейны притоков (Верхней) Волги до Рыбинского водохранилища. Речной бассейн реки — (Верхняя) Волга до Куйбышевского водохранилища (без бассейна Оки).
Код объекта в государственном водном реестре — 08010100812110000004186.